# Dragan Velikić
Pour l’article homonyme, voir Adela Velikić.
Œuvres principales
- Via Pula (1988)
- Ruski prozor (2007)
- Islednik (2015)

Compléments
- Ancien étudiant de la Faculté de philologie de l'université de Belgrade

Dragan Velikić (en serbe cyrillique : Драган Великић ; né le 3 juillet 1953 à Belgrade) est un écrivain et un diplomate serbe. Il a remporté plusieurs prix pour son œuvre littéraire.

## Biographie
Né à Belgrade, Dragan Velikić passe son enfance à Pula. Il sort diplômé de la Faculté de philologie de l'université de Belgrade. De 1994 à 1999, il est rédacteur en chef de la section éditoriale de Radio B92. Il écrit dans les colonnes du magazine NIN, de Vreme, Danas et Reporter.
En juin 2005, il est nommé ambassadeur de Serbie-et-Monténégro à Vienne puis, en mai 2006, après la déclaration d'indépendance du Monténégro, il continue d'exercer cette fonction en tant qu'ambassadeur de Serbie. Il quitte ce poste après la reconnaissance par l'Autriche de l'indépendance du Kosovo. Puis il redevient ambassadeur en Autriche et reste en poste jusqu'en 2009.
Il est membre de la Société littéraire serbe (Srpsko književno društvo).

## Œuvres

### Romans
- Via Pula, 1988  (ISBN 978-8679792433).
- Astragan (Astrakan), 1991  (ISBN 978-8679792303).
- Hamsin 51, 1993  (ISBN 978-8679790033).
- Severni zid, 1995  (ISBN 978-8652111428)[2]. Le Mur nord, traduit par Alain Cappon, Gaïa Éditions, 2001  (ISBN 978-2-910-03084-1)
- Danteov trg (Place Dante), 1997  (ISBN 978-8-652-11264-7)[3].
- Slučaj Bremen (Le Cas de Brême), Stubovi kulture, Belgrade, 2001 (ASIN B001JBLIO6).
- Dosije Domaševski (Le Dossier Domaševski), 2003  (ISBN 978-8-652-11695-9)[4].
- Ruski prozor, 2007  (ISBN 978-8-679-79221-1 et 978-8-652-11344-6)[5]. La Fenêtre russe, traduit par Maria Bejanovska, Agullo, 2022  (ISBN 978-2-38246-009-2)
- Bonavia, Stubovi kulture, Belgrade, 2012  (ISBN 978-8-679-79359-1)[6].
- Islednik (Le Coroner), Laguna, 2015  (ISBN 978-8652118755)[7]. Le Cahier volé à Vinkovci, traduit par Maria Bejanovska, Agullo, 2020  (ISBN 979-10-95718-92-5)[8],[9]; réédition, Le Livre de poche, 2023  (ISBN 978-2-253-26266-4)

### Récits
- Pogrešan pokret (Faux Mouvement), 1983.
- Staklena bašta (Le Jardin d'hiver), 1985.
- Beograd i druge priče (Belgrade et autres récits), Stubovi kulture, Belgrade, 2009  (ISBN 978-8679792686).

### Essais
- YU-tlantida (ASIN B00PB1OVFI). Youtlantide, traduit par Mireille Robin, Ubacs, 1992 (ASIN B00N02RBPC)
- Deponija (La Décharge), Radio B92, 1994 (ASIN B009ASSJAQ).
- Stanje stvari (L'État des choses), Stubovi kulture, Belgrade, 1998 (ASIN B00NZY8KZA).
- Pseća pošta, 2005.
- O piscima i gradovima, Akademska knjiga, 2010  (ISBN 978-8686611475).

## Récompenses
- Prix Miloš Crnjanski, 1988.
- Prix NIN, 2007.
- Prix Meša Selimović, 2007[10].
- Prix NIN, 2015[11].
- Vitalova nagrada, 2015[12].